# Lincoln Township (comté de Montgomery, Iowa)
Lincoln Township est un township du comté de Montgomery en Iowa, aux États-Unis,.
Le comté est fondé en 1868.

## Source de la traduction
- (en) Cet article est partiellement ou en totalité issu de l’article de Wikipédia en anglais intitulé « Lincoln Township, Montgomery County, Iowa » (voir la liste des auteurs).